# 志賀正浩 (野球)
志賀 正浩（しが まさひろ、1961年9月25日 - ）は、北海道生まれ、福島県いわき市出身の元プロ野球選手（投手）。右投右打。1980年から1981年にNPBの中日ドラゴンズに在籍した。

## 経歴
北海道で生まれたが、福島県いわき市の市立四倉中学校を卒業し、平工業高校へ進学した。中学時代は3年間、平泳ぎで校内ナンバーワンの座に居続けたという。平工業高校時代は甲子園への出場歴はなく、中央球界では無名だったが、身長184 cmの高身長から投げ下ろす速球の威力を注目されていた。プロ入り時は1試合平均の奪三振が10と言われていた。高校3年生だった1979年夏の高校野球福島大会ではコントロールに苦しみ、初戦で福島高校に逆転負けしたが、9奪三振を記録していた。また幼少期から将来プロ野球選手になることを志願しており、高校2年生のころには「テスト生でもいい」と言っていたという。
1979年秋には三浦広之（福島商業高校から阪急ブレーブスに入団）に匹敵する右の本格派投手として注目され、「東北球界屈指の好投手」と評されていた。後に入団する中日ドラゴンズのほか、ヤクルトスワローズ、日本ハム・ファイターズなどセ・パ8球団から獲得の打診を受けていたが、同年のNPBドラフト会議では指名されなかった。しかしその後も中日・ヤクルト・日本ハム・近鉄バファローズなどから積極的にアプローチを受けており、本人もプロ入りを強く希望していた。中日以上の好条件を提示した球団もあったが、本人はそれ以前から中日を好きな球団として挙げており、同年12月2日には中日へドラフト外入団することで合意した。プロ入り当初の年俸は240万円、契約金は1500万円（いずれも推定額）。担当スカウトは塚越正宏。背番号は82で、志賀は中日球団史上初めて背番号82を着用した人物である。また平工業高校出身のプロ野球選手は、志賀が初である。
1年目の1980年は一軍（セ・リーグ）、二軍（ウエスタン・リーグ）ともに試合出場はなかった。一軍出場はなく、2年目オフの1981年11月28日に球団から自由契約を言い渡され、同年限りで現役を引退した。
引退後の1999年時点では株式会社ウェルビーに勤務しており、指圧師、はり師、きゅう師の3つの資格を有していた。2023年12月時点では株式会社ウェルビーの専務、および公益社団法人日本サウナ・スパ協会の相談役を務めている。2024年7月25日には、中日の本拠地・バンテリンドーム ナゴヤで開催される中日のOB戦「中日スポーツ創刊70周年記念 DRAGONS CLASSIC LEGEND GAME2024」に「強竜チーム」（監督：谷沢健一）の一員として出場した。

## 選手としての特徴・人物
長身である上、右手の中指が約10 cmと長い点が特徴だった。手のひらの長さは20 cmに達しており、フォークボールを楽に握れたといい、『中日新聞』ではかつてのエース投手・杉下茂並みの長い指と形容されていた。担当スカウトの塚越からは地肩の強さを高く評価されており、田鎖博美（盛岡工業高校）を上回る素質の投手と評されていた。
プロ入り直後は、中日の先輩であり同じ本格派投手でもある小松辰雄のように球速で勝負することを目標として掲げていた。また目標の選手として村田兆治を挙げており、プロ入り時は制球力にやや難があるが、速球は村田並みであると評されていた。重い速球の球質が武器であるが荒削りであり、変化球が課題であるとする文献もあった。
3人兄弟姉妹の末っ子で、父は青年時代にボクシングのヘビー級でプレーした元ボクサーであり、母は短距離走選手として福島県大会に出場したことがあった。また兄は水泳、姉は体操競技の選手だった。

## 詳細情報

### 年度別投手成績
- 一軍公式戦出場なし

### 背番号
- 82（1980年 - 1981年）[8][3][2]